# Joy to the World
Коледната песен Joy To The World се пее на български език със заглавие „Слава во Вишних“ с известни 2 адаптации:
от Стоян К. Ватларски
```
1. „Слава во вишних!“ Слушайте!
Аз чух чудесен глас:
Чух сбор велик с тържествен вик,
Вести свет нов за нас. (3)

2. „Мир на земята!“ Слушайте!
Спасител се родил:
За всяк от нас тоз славен Спас
Отец е проводил. (3)

3. „Слава во вишних!“ пейте вий!
Господ ни посетил:
За всек един Адамов син
Христа е изпратил. (3)

4. „Мир на земята“, Пейте вий!
Месия се родил:
Ликуйте с глас: „Господ е с нас -
Господ Еммануил.“ (3)

5. Пей, пей с радост целий свет!
Господ те възлюбил:
Нек'екне днес добрата вест:
„Христос се днес родил!“ (3)

```

Християнски образователен сайт
```
Слава во вишних!

1. „Слава во вишних!“ Слушайте!
Аз чух чудесен глас:
Чух сбор велик с един език
Възпява нежний Спас. (3)

2. „Мир на земята!“ Слушайте!
Спасител се родил:
За всяк от нас тоз славен Спас
Отец е проводил. (3)

3. „Слава во вишних!“ пейте вий!
Господ ни посетил:
За всек един Адамов син
Сина Си е пратил. (3)

4. „Мир на земята“, Пейте вий!
Месия се родил:
Запейте с глас: „Господ е с нас-
Господ Еммануил.“ (3)

5. Пей днеска с радост, свят!
Господ ви възлюбил:
Нек екне днес добрата вест;
„Спасител се родил!“ (3)
Лука 2:14

```

Има малко записи на българки език.